# Музей історії туалету (Київ)
Музей історії туалету — приватний музей у Києві, відкритий у вересні 2007 року. Музей входить в ТОП-10 найпопулярніших та найцікавіших музеїв України.
Тут знаходиться найбільша в світі колекції сувенірних унітазів. До речі, про неї є згадка в Книзі рекордів Гіннеса.

## Приміщення

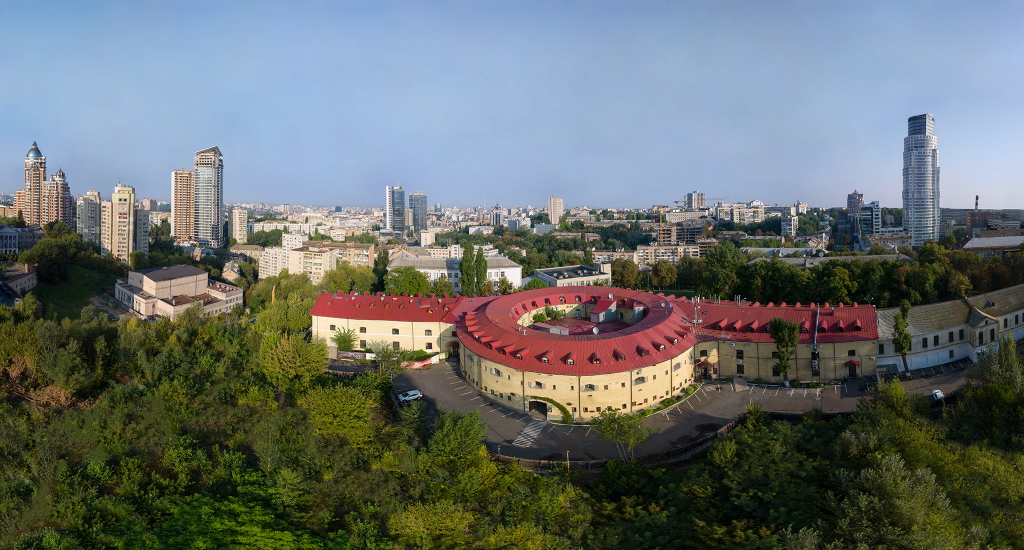
башта №5

Музей розташований в історичній будівлі «Башта № 5», яка є частиною комплексу оборонних споруд «Київська фортеця». Будівництво башти почалося в 1833 році і тривало 13 років. Вона була інтендантською, тобто призначеною для зберігання продовольства і амуніції. За радянських часів за наказом міністра оборони в цьому приміщенні обладнали військовий склад. Після проголошення незалежності України Башта була передана підрозділу Головного речового управління Штабу Збройних Сил України, який займався моделюванням нових зразків військової форми та речового майна для ЗСУ. У 2000 році Башту відновили меценати. Сьогодні тут розташований один з найкращих бізнес-центрів Києва та Музей Історії Туалету.

## Експозиція

Сертифікат книги Рекордів Гіннеса

Музей історії туалету — це перший та єдиний музей у Східній Європі, який призначений історії розвитку туалетної культури від давніх часів до сьогодення. Актив Музею налічує як автентичні експонати так і репліки (макети) туалетів, які пов'язані з історією побутової культури людства. В його експозиції представлені як туалетні стільці і сучасні унітази, так і різні гігієнічні приналежності: біде, глечики, рукомийники. Крім того, відвідувачі музею зможуть ознайомитися з історією виникнення таких речей першої необхідності як зубна щітка, туалетний папір, мило.Колекція постійно поповнюється справжніми оригінальними антикварними експонатами з усього світу. Культурно-просвітницька робота Музею націлена не тільки на вивчення історії розвитку побутової культури людства, але й на виховання у молоді соціальної активності щодо захисту навколишнього середовища та особистої гігієни та санітарії. 
Гордістю Музею є «Найбільша колекція сувенірних унітазів у світі», яка вже має сертифікат Книги рекордів Гіннесу.
В новому кінозалі Музею транслюються тематичні пізнавальні відеоматеріали як на історичну тему та і про новітні технології в галузі туалетної культури. Екскурсоводи Музею працюють українською, англійською, російською мовами. Екскурсії французькою та польською мовами — за попереднім записом.
Експонати музею розміщені в хронологічному порядку згідно історії розвитку людства: «Первісний час», «Античність», «Середньовіччя», «Відродження», «XVII—XXI ст.» та «АРТ WC».

### Первісне суспільство
Експонати музею ілюструють культуру повсякденного життя древніх народів і цивілізацій. Тут представлені макети перших туалетів. Зокрема, кам'яне туалетне сидіння з поселення Скара-Брей (Шотландія), змивний туалет з будинку Мохеджо-Даро (Індська цивілізація), традиційний китайський пісуар і дерев'яний туалет з гробниці архітектора Ха (Єгипет).

### Античність
Це відділення проводить фундаментальне дослідження гігієни і санітарії Античної Греції і Риму. Тут зібрано багато експонатів і стендів, які ілюструють етапи розвитку водопроводу, каналізації і муніципальних комунікацій. Представлені макети давньоримських туалетів і центрального каналізаційного каналу — Клоаки Максима. Крім того, відвідувачам розкажуть, як функціонували туалети для шляхти — форіки і чому в них засиджувались на кілька годин.

### Середньовіччя

Манекен чумного лікаря

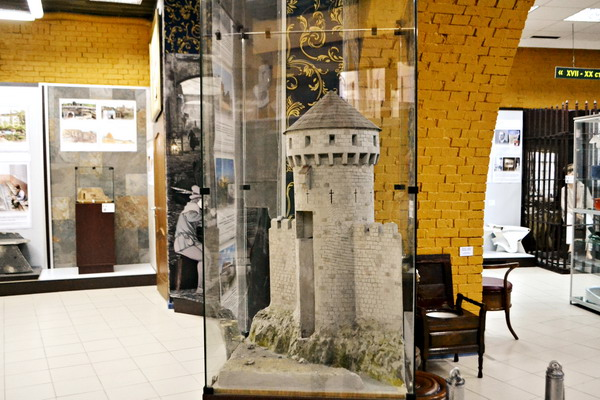
Макет середньовічного замку

У цьому відділенні, що імітує вузьку і брудну середньовічну вулицю, можна побачити манекени щуролова і чумного лікаря. Також тут представлені три типи туалетних кімнат в середньовічному замку і найпоширеніший туалет — нічний горщик. Відвідувачі ознайомляться з культурою повсякденного життя середньовічного міста, зокрема, дізнаються, чому люди кричали: «Обережно, виливаю!» і які професійні обов'язки були у людини-туалету.

### Відродження
Найцінніший експонат цієї секції — змивний туалет, побудований за кресленнями Леонардо да Вінчі. Крім того, відвідувачі зможуть дізнатися, що таке «засідання на горшку» і що ще, крім скарбів, мореплавці перевозили в скринях.

### XVII—XX століття

Антикварні стільці-туалети

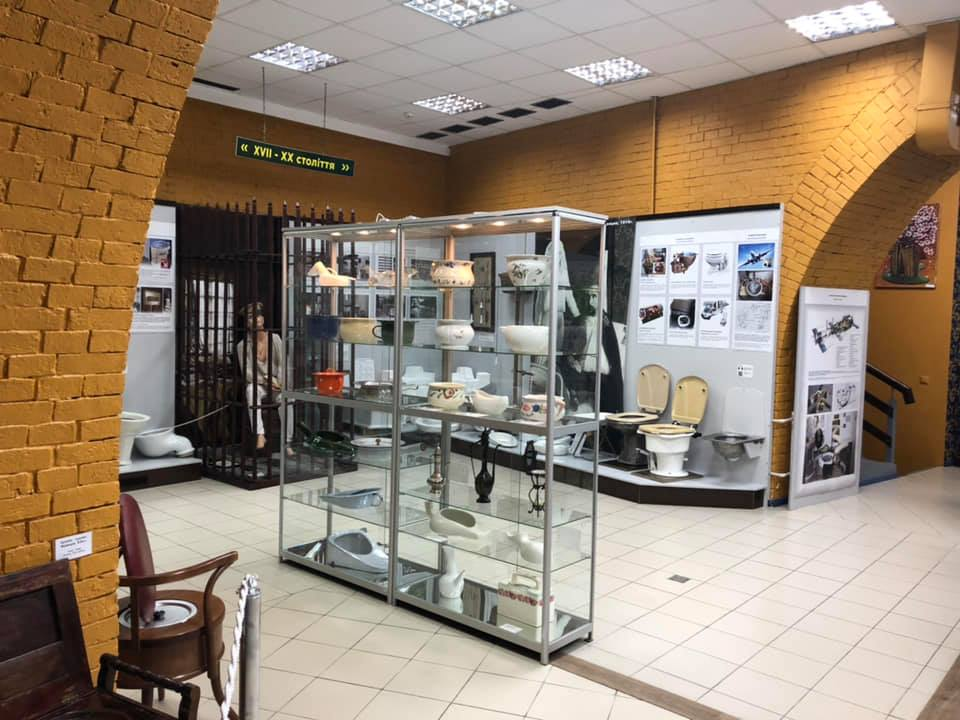
Колекція нічних ваз

Експозиція цього відділення складається з різних засобів гігієни, нічних горщиків, стільців-туалетів і земляного туалету Генрі Моула. Також тут представлені імена винахідників ватерклозету, починаючи з Джона Харрінгтона, який сконструював перший змивний туалет для своєї хрещеної матері королеви Єлизавети I, і до Томаса Креппера, котрий придумав поплавковий клапан і систему «Потягни за мотузочку».
Відвідувачі зможуть більше дізнатися про ватерклозети в транспорті, зокрема про сучасні методи переробки нечистот на космічних кораблях, а також про туалети в тюрмах. Тут розкажуть, чому в царській Росії дерев'яну бочку в камерах називали парашею.
Найцінніші експонати цього відділення: польовий туалет часів Першої світової війни, вікторіанська нічна ваза другої половини XIX століття, німецьке портативне біде першої половини XIX століття, антикварні туалетні приналежності Saint Amand et Hamade Nord, дитячий горщик з дзвіночком з легендарної уельської гончарної лавки Portmeirion Pottery.
XXI століття нам демонструє сучасні пісуари, біде, біотуалети та японське ноу-хау — туалет фірми «ТОТО».

### Art WC

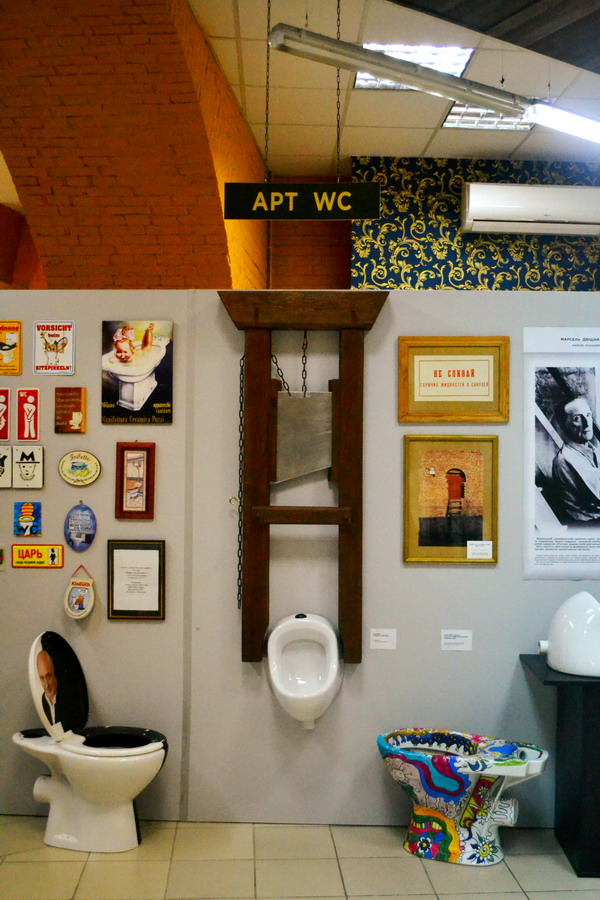
Художні експонати музею

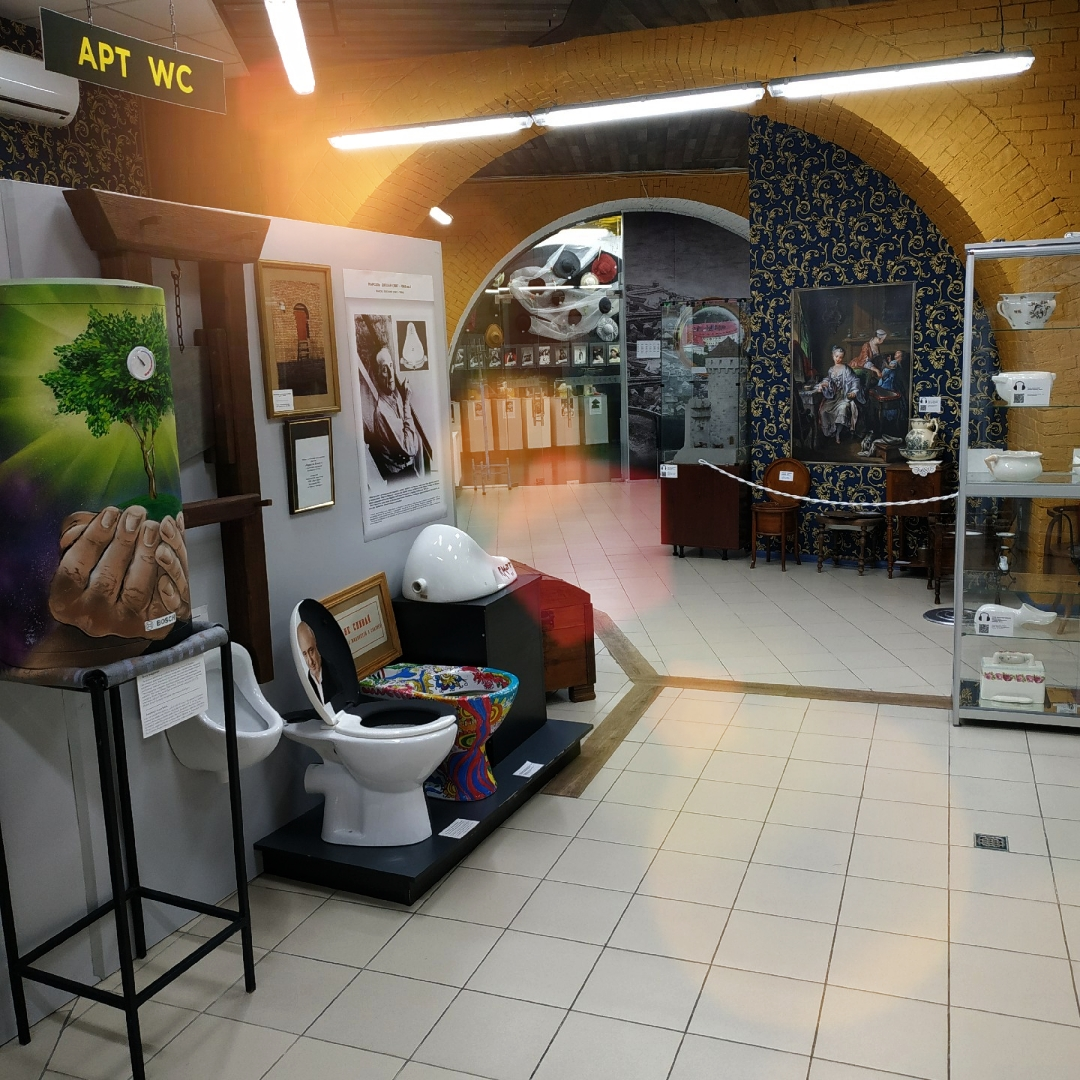
Вид на другий зал музею

Артмайданчик Музею представлений макетом «Фонтану», пісуару, підписаного Марселем Дюшаном «R.Mutt» і виставленого в галереї як предмет мистецтва. Також тут можна побачити й інші туалети, які мають художню цінність: розмальовані унітази, пісуар-гільйотина тощо.